# Rait Ärm
Rait Ärm (* 30. März 2000 in Saku) ist ein estnischer Radrennfahrer.

## Sportlicher Werdegang
International machte Ärm in der Saison 2019 auf sich aufmerksam, als er im Alter von 19 Jahren bei den UEC-Straßen-Europameisterschaften im Straßenrennen der U23 die Bronzemedaille gewann. Im Folgejahr wurde er Mitglied im UCI Continental Team Tartu 2024 - Balticchaincycling.com, mit dem er eine Etappe der Baltic Chain Tour gewann. Zur Saison 2021 wechselte Ärm zur Equipe continentale Groupama-FDJ und wurde Estnischer U23-Meister im Straßenrennen. 2022 gewann er im Trikot der estnischen Nationalmannschaft die Gesamtwertung der Baltic Chain Tour sowie den Grand Prix de la Somme.
Zur Saison 2023 wurde Ärm Mitglied im französischen UCI Continental Team Go Sport-Roubaix Lille Métropole. Für das Team gewann der den Grand Prix de la ville de Pérenchies, mit der Nationalmannschaft war er erneut bei der Baltic Chain Tour erfolgreich. 2024 war ein zweiter Etappenrang bei der Tour of Taihu Lake sein bestes Saisonergebnis.
Neben dem Straßenradsport nimmt Ärm regelmäßig an den nationalen Meisterschaften im Cyclocross teil, 2020 gewann er den Titel in der U23. 2021 gewann er das gemeinsame Meisterschaftsrennen von Elite und U23; da er noch der U23 angehörte, erhielt er den Titel dieser Altersklasse.

## Erfolge

### Straße
2019
- Europameisterschaften – Straßenrennen (U23)

2020
- eine Etappe und Nachwuchswertung Baltic Chain Tour

2021
- Estnischer Meister – Straßenrennen (U23)

2022
- Gesamtwertung, eine Etappe und Nachwuchswertung Baltic Chain Tour
- Grand Prix de la Somme

2023
- Grand Prix de la ville de Pérenchies
- Gesamtwertung, eine Etappe und Nachwuchswertung Baltic Chain Tour

### Cyclocross
2020/2021
- Estnischer Meister (U23)

2021/2022
- Estnischer Meister (U23)